# 福江島

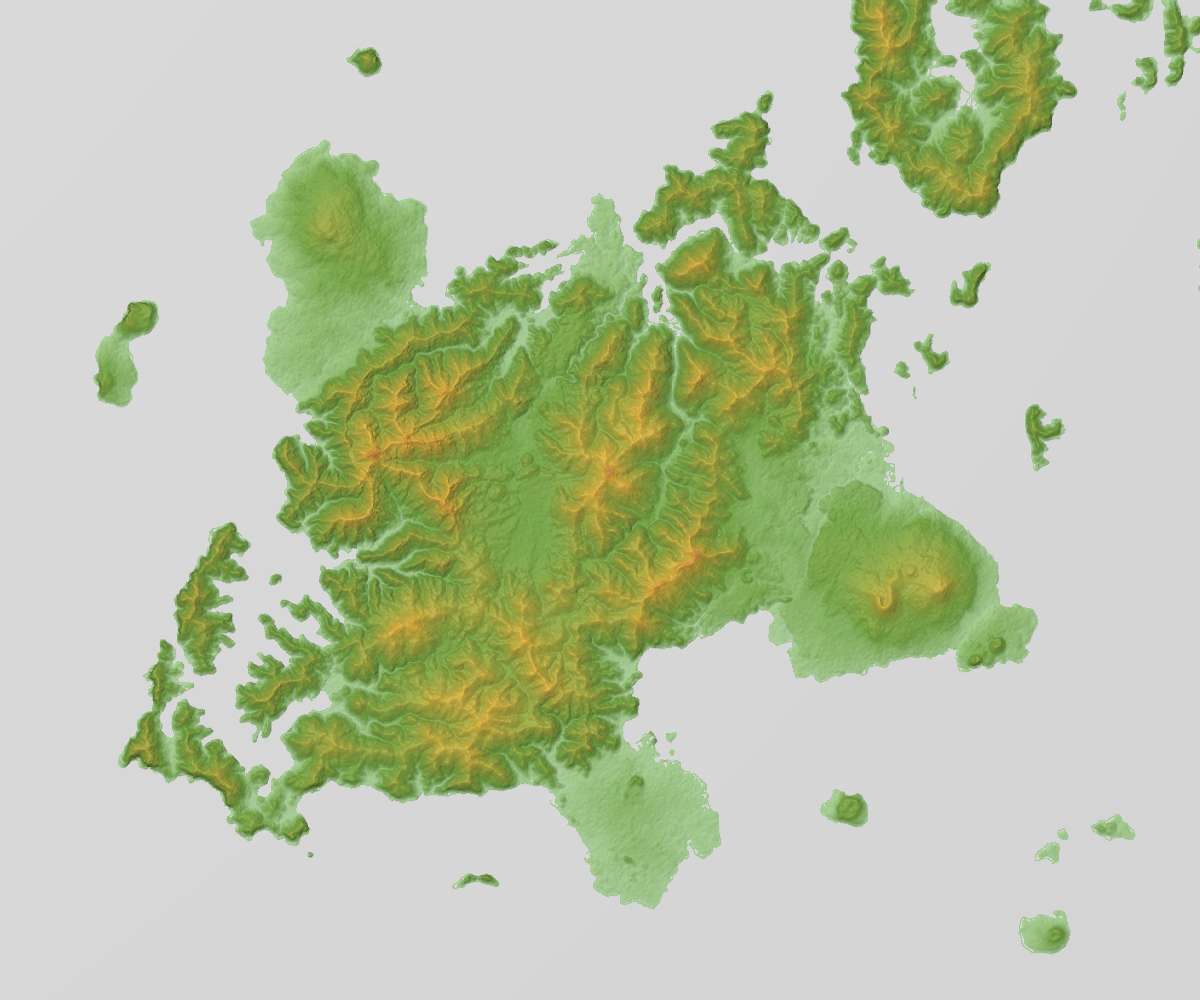

福江島（日语：／ Fukuejima */?）是位於日本長崎縣西部海域五島列島的島嶼之一，在行政區劃上屬於長崎縣五島市。若不計位於南端的男女群島的話，該島是五島列島西南端的島嶼。福江島面積326.43平方公里，是五島列島中面積最大的島嶼，也是長崎縣第二大島嶼。2016年7月31日時，島上有人口38,481人。